# Eryngium stenophyllum

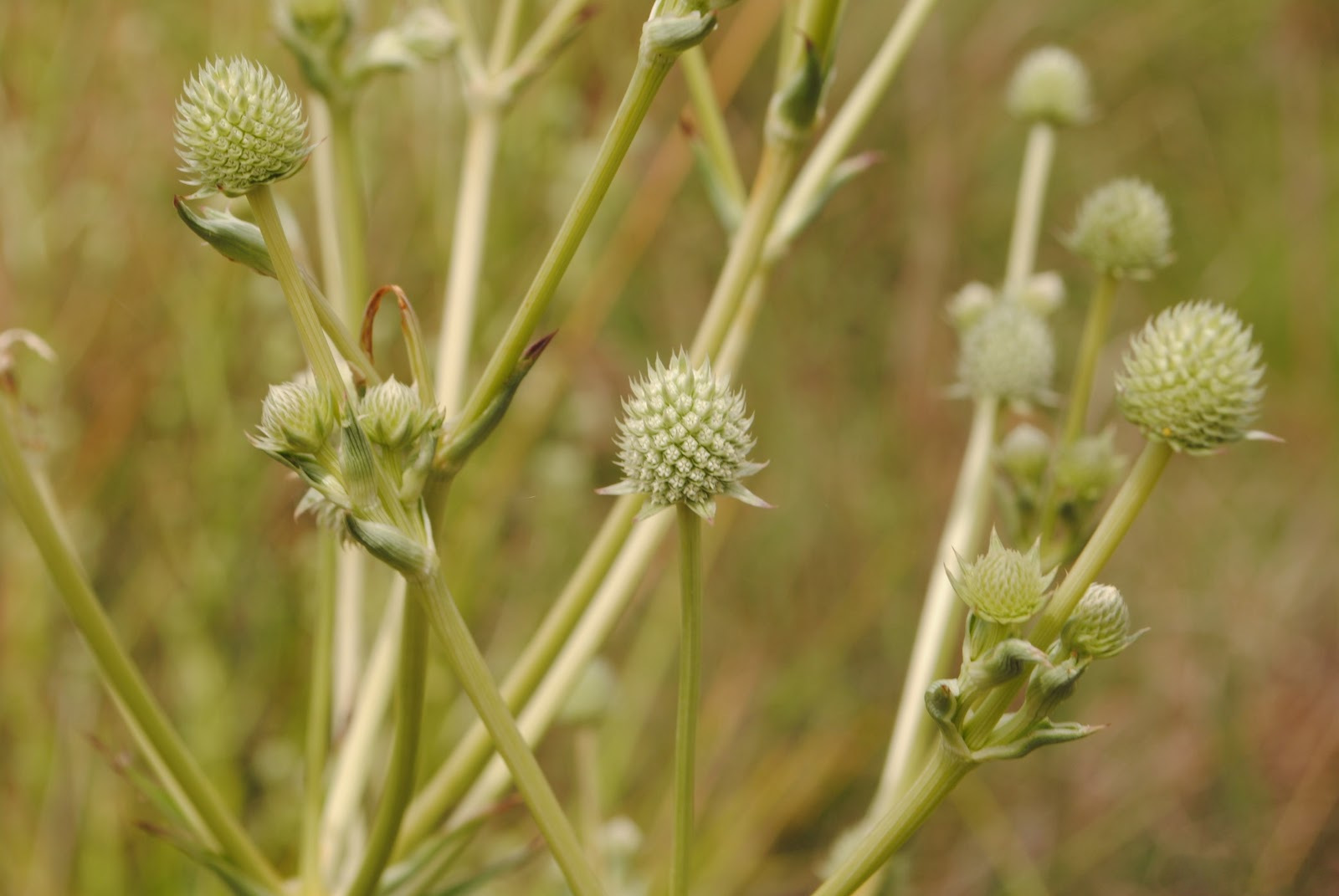
Eryngium stenophyllum - Rivera, Pajonal al margen de la Cañada del Sauce.

Eryngium stenophyllum  es una planta herbácea perenne de la familia Apiaceae (Umbelliferae).

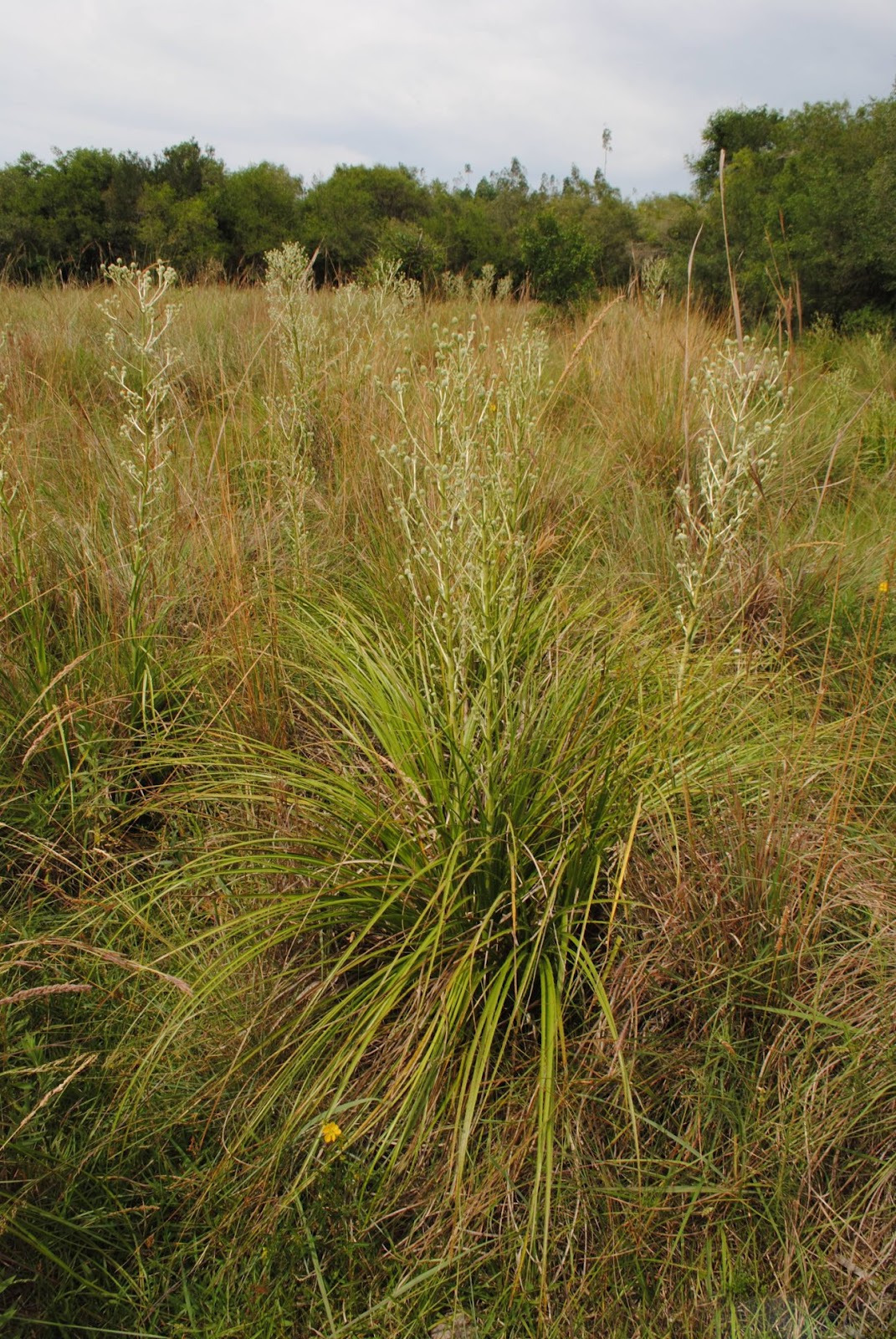
Vista de la planta

## Descripción
Es una planta herbácea perennifolia rizomatosa, con los caracteres generales de Eryngium, que se diferencia de las demás especies del mismo género, al menos en la región chaqueña argentina, en que posee: hojas de 40-90 x 0,5-1,5 cm, lineares, agudas y paralinervadas con escapo solitario formando una panoja laxa. Cabezuelas subglobosas de 10-12 mm, con 6-8 brácteas involucrales de 4 mm y brácteas florales más largas que los frutos. Frutos con escamas laterales y calicinales aliformes, sin escamas dorsales.

## Distribución y hábitat
Se encuentra en los campos húmedos con flores blancas, alcanzando un tamaño de 150 cm de altura, en Argentina, Paraguay, Uruguay y Brasil donde se distribuye por la Pampa y la Mata Atlántica.

## Taxonomía
Eryngium stenophyllum fue descrita por Ignatz Urban y publicado en Fl. Bras. 11(1): 330 1879.
Etimología
Eryngium: nombre genérico que probablemente hace referencia a la palabra que recuerda el erizo: "Erinaceus" (especialmente desde el griego "erungion" = "ción"), sino que también podría derivar de "eruma" (= protección), en referencia a la espinosa hojas de las plantas de este tipo.
stenophyllum: epíteto latino que significa "con hojas estrechas".
 Sinonimia
- Eryngium stenophyllum var. corymbosum Urb.
- Eryngium stenophyllum var. hassleri Urb.
- Eryngium stenophyllum var. subracemosum Urb.	[7]